# Triazin
Triaziner är organiska föreningar med summaformeln C3H3N3. Dessa består av en bensenring där tre av kolatomerna har ersatts av tre kväveatomer. Det finns tre isomerer.

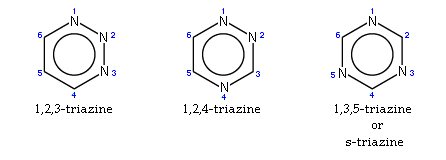

- 1,2,3-triazin
- 1,2,4-triazin
- 1,3,5-triazin